# Waihee-Waiehu
Waihee-Waiehu est une census-designated place de l'État d'Hawaï, dans le comté de Maui, aux États-Unis. En 2010, la population était de 8 841 habitants.

## Démographie
| Groupe            | Waihee-Waiehu | Hawaï | États-Unis |
| ----------------- | ------------- | ----- | ---------- |
| Asiatiques        | 38,3          | 38,6  | 4,8        |
| Métis             | 30,3          | 23,6  | 2,9        |
| Océaniens         | 17,5          | 10,0  | 0,2        |
| Blancs            | 12,2          | 24,7  | 72,4       |
| Autres            | 1,2           | 1,3   | 6,2        |
| Afro-Américains   | 0,2           | 1,6   | 12,6       |
| Amérindiens       | 0,2           | 0,3   | 0,9        |
| Total             | 100           | 100   | 100        |
|                   |               |       |            |
| Latino-Américains | 9,8           | 8,9   | 16,7       |

Selon l'American Community Survey, pour la période 2011-2015, 72,28 % de la population âgée de plus de 5 ans déclare parler l'anglais à la maison, 15,37 % déclare parler une langue polynésienne, 8,13 % le tagalog, 1,27 % l'espagnol, 0,97 % le japonais, 0,58 % une langue chinoise et 1,40 % une autre langue.
| 2000  | 2010  | - | - | - | - |
| ----- | ----- | - | - | - | - |
| 9 239 | 8 841 | - | - | - | - |